# 代尔夫特
代尔夫特（[dɛlft] ⓘ），又譯台夫特，是荷兰南荷兰省的一个城市，地处海牙和鹿特丹之间。由于拥有荷兰高等学府代尔夫特理工大学和研究机构荷兰应用科学研究所，代尔夫特也被称为知识之城。

## 历史
代尔夫特起源于此地一条名叫奥德代尔夫（荷蘭語：Oude Delf）的人工水道，直譯是「古代排水閘」。Delf的动词“delven”，意思是挖掘。台夫特古代以堤防擋住北海，荷蘭人挖掘出閘水道，用來排乾沿海沼地，奥德代尔夫因此得名。
后来在这里逐渐形成了一个重要的市集中心，大约相当于今天市中心市集广场的位置。代尔夫特是荷兰历史上获得城市权力比较早的城市之一。1246年，伯爵威廉二世授予其城市权利。在历史上代尔夫特经历了两次较大的事故，1536年，市中心一场大火摧毁了大量的房屋。1654年，一个军火库爆炸将城市的一部分夷为平地。

代尔夫特是荷兰东印度公司在荷兰的6个据点之一。也就是在那时中国的瓷器引入荷兰，并发展成了荷兰著名的代尔夫特蓝陶。威廉亲王曾在此地短暂居住，并被刺死在如今位于市中心的亲王庭院的地方。当时王室所在地布雷达还在西班牙控制下，又因为他住在代尔夫特，于是市中心的新教堂被选作安息之地，此后王室成员死后遗体都照例放入新教堂的地窖，代尔夫特因此和荷兰王室结下了不解之缘。

## 重要人物

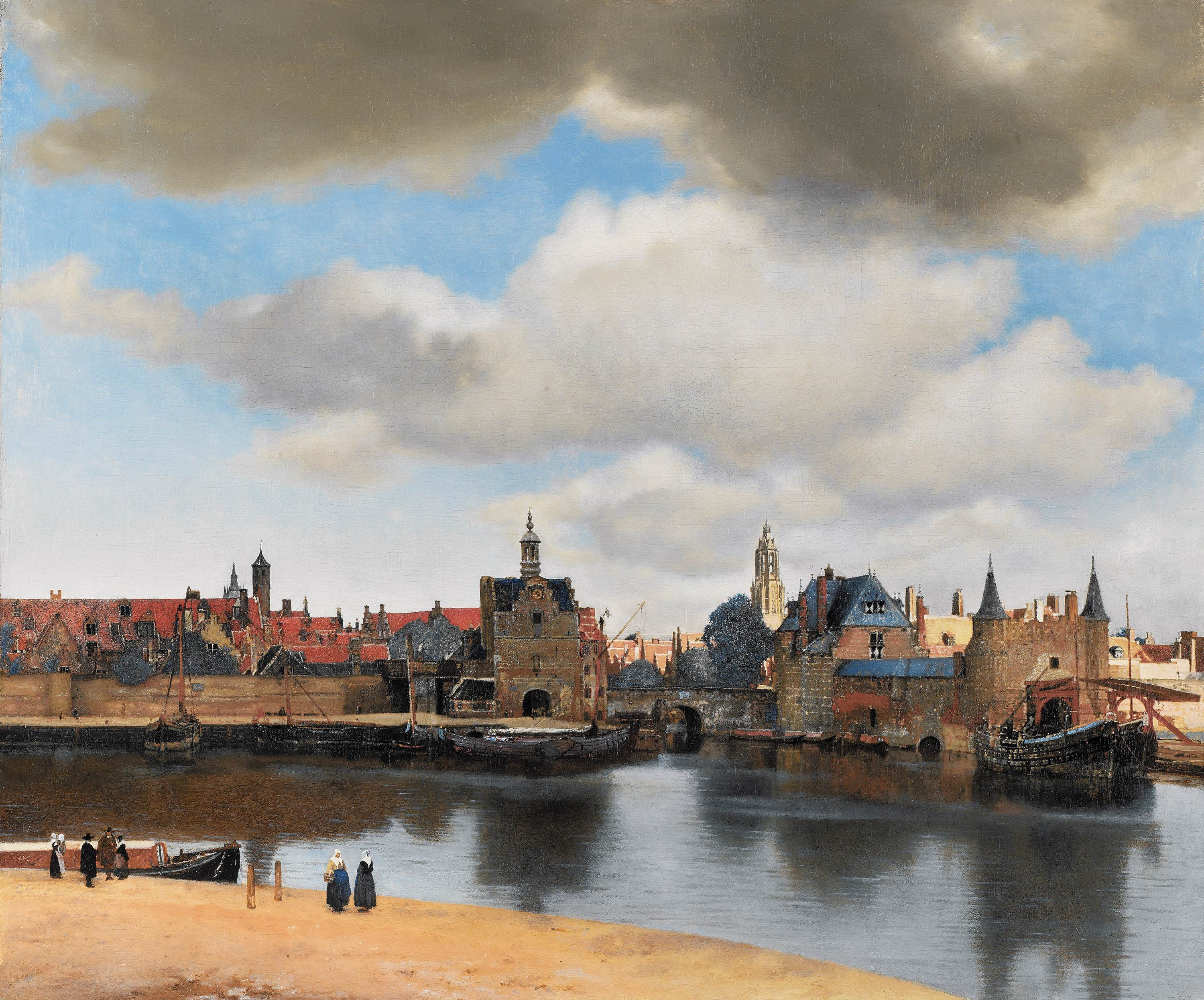
揚·維梅爾的《台夫特風景》

- 揚·維梅爾是荷蘭黃金時代最著名的畫家之一。
- 丹尼爾·米滕斯，畫家。
- 米希尔·扬松·范·米勒费尔特，畫家。
- 胡果·格老秀斯，國際法及海洋法鼻祖。
- 安東尼·范·列文虎克，微生物學家。
- 耶楊子，航海士及朱印船貿易家。
- 米雪拉·克拉查克，職業網球選手。

## 重要机构
代尔夫特理工大学是荷兰三所高等理工类大学之一（另两所是埃因霍温理工大学和屯特大学）。

## 旅游

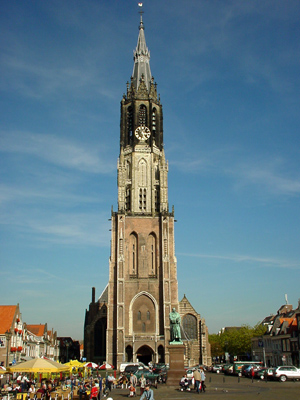
新教堂

代尔夫特是荷兰著名观光城市之一。代尔夫特拥有一个历史性内城，内城以前有环城水道护城，但现在只能看到部分河段。内城遍布水道和小桥，老建筑林立，和阿姆斯特丹的市中心颇有相似之处，因此也有人称代尔夫特是阿姆斯特丹的缩影。代尔夫特最著名的纪念品是源自中国的蓝陶，荷兰文称Delfts Blauw。
主要景点有：
- 新教堂
- 老教堂
- 市集广场
- 王储园
- 军事博物馆
- 市政厅
- 东门

## 交通
代尔夫特的公共交通非常发达，主要有火车、有轨电车和公共汽车。铁路方面，代尔夫特位于阿姆斯特丹-海牙-鹿特丹主线上，出入和换乘都很方便。目前有一条有轨电车线，由海牙电车公司经营，从市区南部北上贯穿海牙一直延伸到海牙著名海滩斯赫弗宁恩。

## 姊妹市
- 中国景德镇
- 尼加拉瓜埃斯特利
- 南非普勒托利亞
- 瑞士阿勞
- 土耳其阿達帕扎勒
- 德国弗萊貝格
- 德国卡斯特罗普-劳克瑟尔
- 以色列薩巴村
- 圖茲拉
- 英国泰晤士河畔金斯顿